# Simpert Kraemer

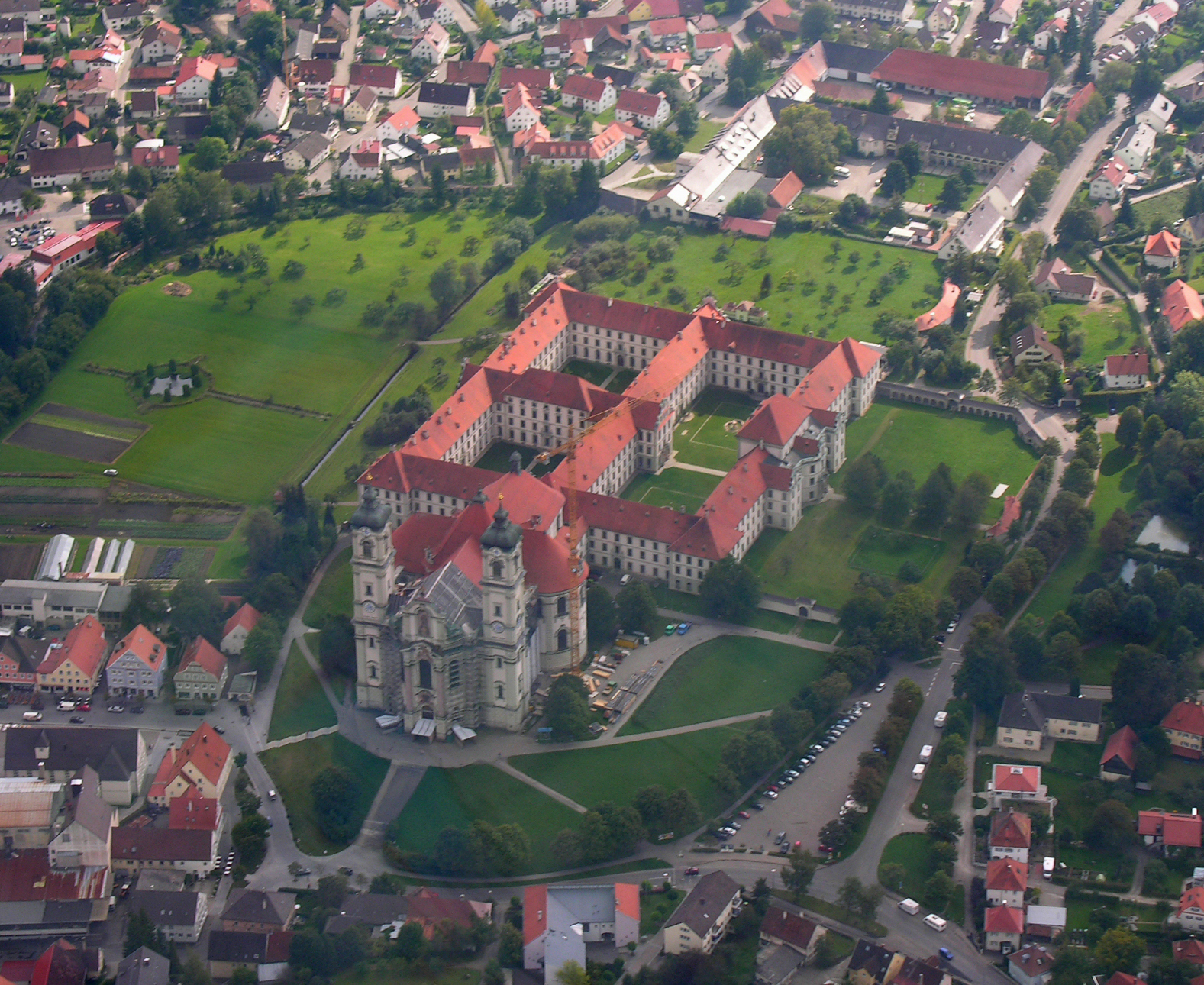
Vue aérienne d'Ottobeuren. Les bâtiments du monastère sont de Simpert Kraemer (1717-1724).

Simpert Kraemer, aussi orthographié Kramer (né le 2 octobre 1679 à Bichel près de Weißensee, quartier de Füssen, et mort le 14 janvier 1753 à Edelstetten près de Krumbach, quartier de Neuburg an der Kammel), est un constructeur et architecte allemand du baroque.

## Biographie

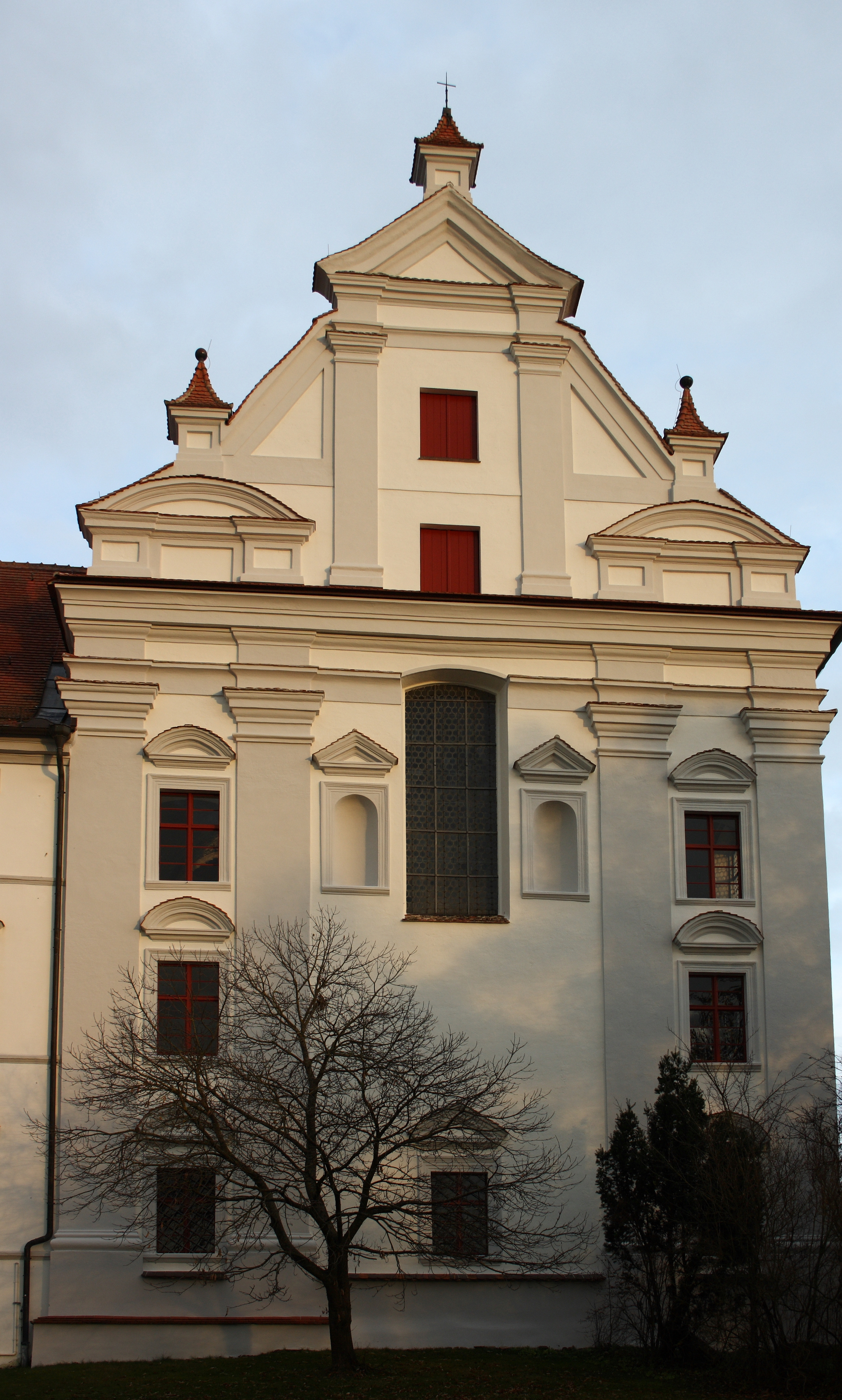
Église Saint-Jean-Baptiste-et-Saint-Jean-l'Évangéliste à Edelstetten (1708-1712).

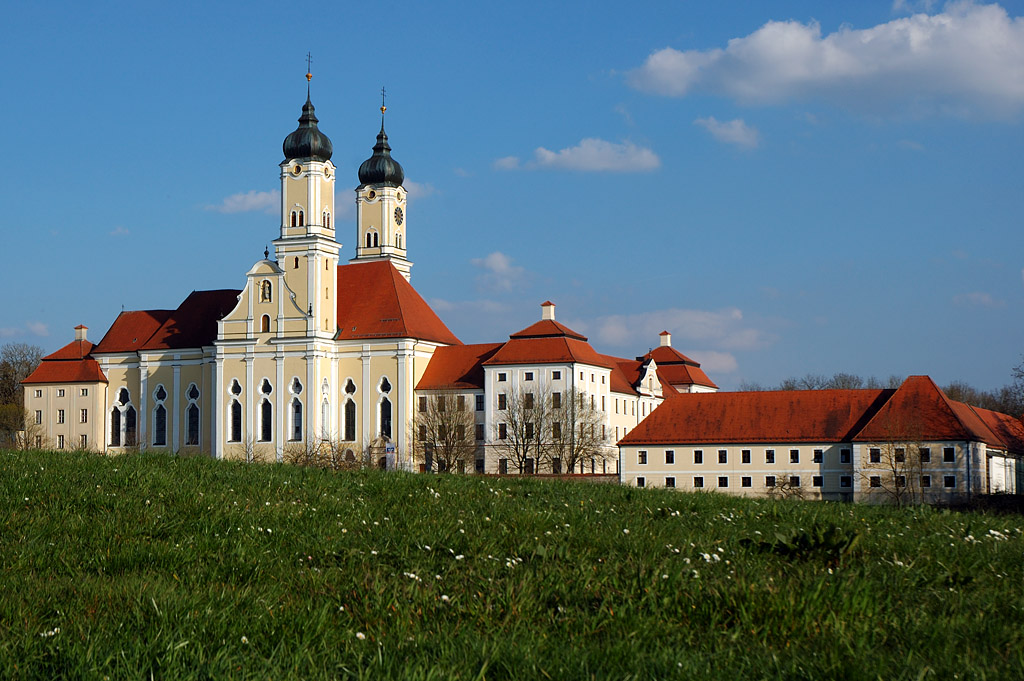
L'abbaye de Roggenburg et son église (1752-1757).

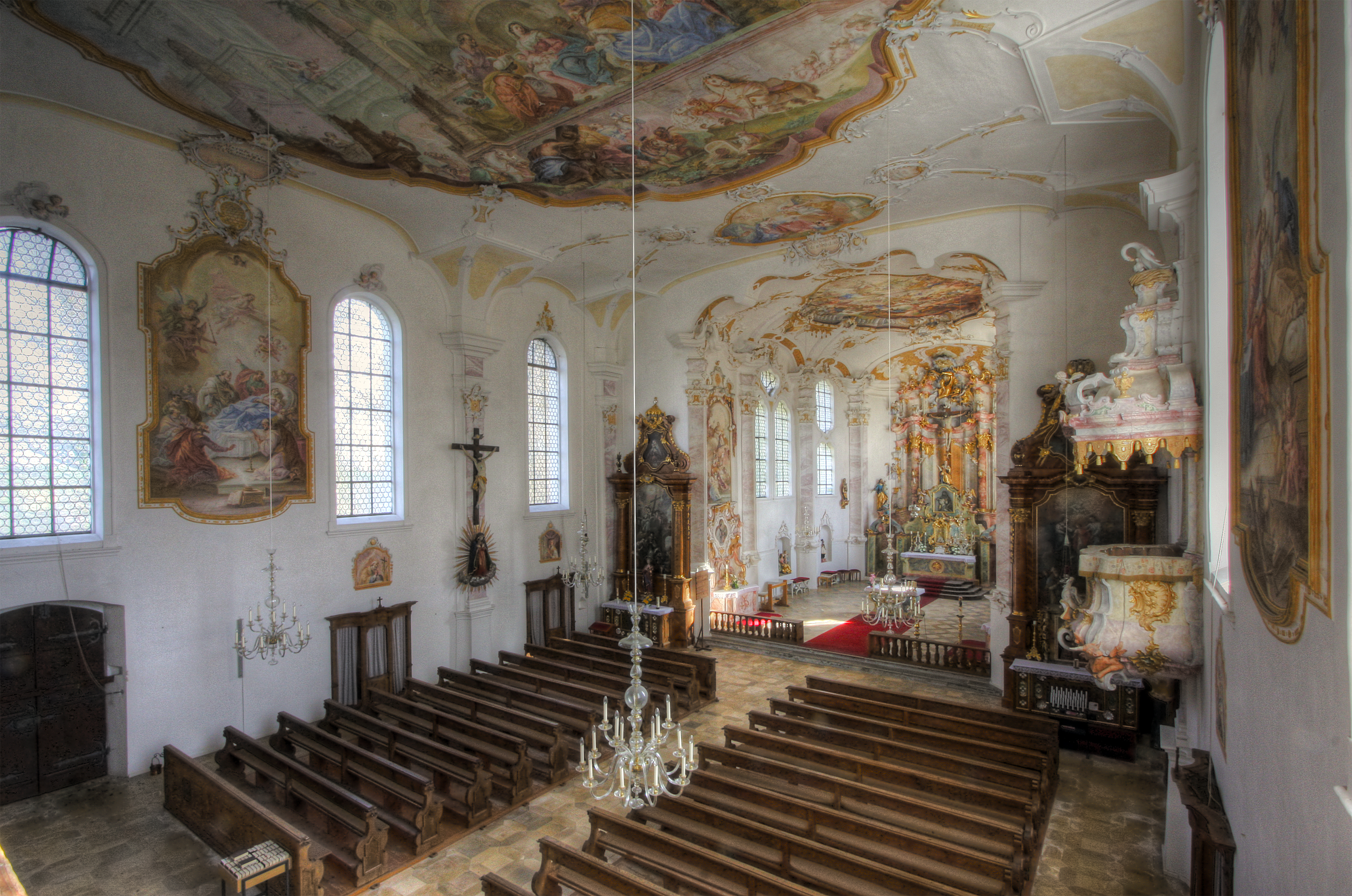
Église de pèlerinage de Tous-les-Saints, Jettingen-Scheppach. La nef est de Simpert Kraemer (1731-1732).

Simpert Kraemer est le fils aîné de Mang Kraemer, lui-même maçon et stucateur. Il fait un apprentissage du métier de maçon, puis fait son tour de compagnonnage avec son frère cadet Leopold (* 1683). Pendant cette période, le père est chargé de la construction d'un nouveau clocher à Edelstetten. Simpert se rend aussi à Edelstetten et y réalise ses premiers travaux.
En 1708, Simpert Kraemer est chargé de la construction de la nouvelle église Saint-Jean-Baptiste-et-Saint-Jean-l'Évangéliste (de) du Stift à Edelstetten, église conçue par le père bénédictin Christoph Vogt. Kraemer réalise également les stucs de l'intérieur. Il se fait connaître par ces travaux, et œuvre comme architecte ou concepteur à Krumbach, Pfaffenhausen, Burtenbach ou Neuburg an der Kammel.
Son évolution artistique montre des influences de l'architecte Christoph Vogt, du maître-maçon Christian Wiedemann et de l’architecte Valerian Brenner, actif dans le Vorarlberg ; c'est peut-être chez lui qu'il a reçu sa formation.
Ses œuvres principales sont les bâtiments du monastère et l'église abbatiale de l'abbaye d'Ottobeuren (1717–1724), puis 1739 et à partir de 1736 planification pour l'église de l'abbaye, et l'église de l’abbaye de Roggenburg (1752-1757). Pour cette église du Stift des prémontrés, il coopère avec son fils et successeur Johann Martin Kraemer (de). Elle fait partie des créations architecturales les plus achevées du rococo en Souabe orientale et assure à Kraemer une place de premier plan parmi les architectes et constructeurs du XVIIIe siècle.

## Postérité
Simpert Kraemer était marié et père de 12 enfants. Sa postérité artiste peut être suivie assez loin : Son fils Johann Martin (1713–82) est architecte, un petit-fils Joachim (1740–1824) est entrepreneur en bâtiment, un arrière petit-fils Leonhard (1779–1846) est écrivain municipal et historien, une arrière arrière petit-fils Joseph Ludwig Friedrich est constructeur et ingénieur, professeur, un autre, Johann Nepomuk (1816–74), est juriste, peintre, archéologue et numismate.
Un lycée d'État à Krumbach porte son nom.

## Liste d'œuvres
- 1705 : Stucs au Château Kronburg (de), Kronburg près de Memmingen.
- 1708-1712 : Église Saint-Jean-Baptiste-et-Saint-Jean-l'Évangéliste (Edelstetten) (de), d'après les plans de Christoph Vogt.
- 1712-1713 : Église paroissiale de l'Assomption de Marie, Deisenhausen-Unterbleichen.
- 1713-1715 : Église paroissiale sur le Theinselberg près de Lachen, d'après les plans de Christoph Vogt ; l'église est détruite par un incendie en 1746.
- 1717 : Stucs dans la nef de l'église paroissiale Saint-Anne, à Dinkelscherben.
- 1717-1724 : Abbaye d'Ottobeuren. Construction des bâtiments du monastère.
- 1720 : Église filiale Saint-Nicolas, Kammeltal-Hammerstetten.
- 1722 : Restauration et agrandissement de l'Église Saint-Étienne (Hawangen) (de).
- 1725 : Église de pèlerinage de Maria Vesperbild, quartier de Ziemetshausen. L'église est démolie en 1754.
- 1725-1729 : Église Saint-Pierre-et-Saint-Paul  (Benningen) (de).
- 1726 : Chapelle Saint-François-de-Paule (Unggenried) (de), à Mindelheim-Unggenried, (attribution).
- 1730 : Presbytère (Attenhausen) (de).
- ~1730 : Gasthaus zum Schwanen, (auberge du cygne) Burtenbach, (attribution).
- 1730 : Presbytère, Attenhausen, commune incorporée à Krumbach, (attribution).
- 1731-1732 : Église de pèlerinage de Tous-les-Saints (nef), Jettingen-Scheppach.
- 1733 Église de pèlerinage de l'Assomption de Marie (modification et stucs) Neuburg an der Kammel.
- 1733 : Château Niederraunau (de), Krumbach-Nierraunau, (attribution).
- 1734-1738 : Église Saint-Jean-Baptiste  (Ungerhausen) (de), Ungerhausen.
- 1735 : Église Saint-Thomas-de-Cantorbéry (Edenhausen) (de), à Krumbach-Edenhausen.
- 1736-1749 : Basilique Saint-Alexandre-et-Saint-Théodore, Ottobeuren, (successeur à partir de 1748: Johann Michael Fischer).
- 1739 : Bâtiments administratifs complémentaires à Ottobeuren.
- 1741-1743 : Église Saint-Pierre (Altisried) (de) (plan et avant-projet), Markt Rettenbach-Altisried.
- 1750 : Rehaussement du clocher de l'Église Saint-Michel (Krumbach) (de), Krumbach.
- 1752-1757 : Église de l'abbaye de Roggenburg, (avec son fils Johann Martin Kraemer (de)).